# Acianthera sarcosepala
Acianthera sarcosepala är en orkidéart som först beskrevs av Germán Carnevali och Ivón Mercedes Ramírez Morillo, och fick sitt nu gällande namn av Germán Carnevali och Gustavo Adolfo Romero. Acianthera sarcosepala ingår i släktet Acianthera och familjen orkidéer. Inga underarter finns listade i Catalogue of Life.